# زيد خيامي
زيد خيامي أو زيد سلمان خيامي سياسي لبناني من مواليد عام 1958 في بلدة جبال البطم قضاء صور جنوب لبنان. انتسب إلى حركة أمل منذ الانطلاقة وتولى مسؤوليات قيادية. حائز على شهادة دبلوم في العلوم السياسية والإدارية من كلية الحقوق في الجامعة اللبنانية. عيّن عام 1993 مديراً عاماً لوزارة الشباب والرياضة بمرسوم من مجلس الوزراء اللبناني ولا يزال يشغل هذا المنصب حتى اليوم.